# Río Abiseo Nationalpark
Río Abiseo Nationalpark er beliggende i San Martín regionen i Amazonregnskoven i Peru. 
Parken dækker et areal på 2.745 kvadratkilometer, med højdeforskelle mellem 350 m og 4.200 m, og kom i 1990 på UNESCOs verdensarvsliste pga. dens unikke flora og fauna samt over 30 præcolumbianske arkæologiske pladser. Siden 1986 har parken ikke været åben for turisme på grund af både for at beskytte områdets skrøbelige natur og de arkæologiske fund.

## Natur
Hendees uldabe, Oreonax flavicauda, der tidligere ansås for at være uddød, er kendt for at leve i parken og er tilsyneladende endemisk for regionen. Det var for det meste på grund af denne uldabes kritisk truede status, at området fik nationalparkstatus og blev placeret på listen over verdensarvssteder.